# Fernanda Paes Leme
Fernanda Miranda Paes Leme de Abreu, född 4 juni 1983 i São Paulo, är en brasiliansk skådespelerska. Hon har bland annat en huvudroll i Netflixfilmen Cinderela Pop där hon spelar Cíntias styvmor Patrícia.